# Cinquième circonscription de la Somme
La cinquième circonscription de la Somme est l'une des cinq circonscriptions électorales françaises que compte le département de la Somme (80) situé en région Hauts-de-France.

## Description géographique et démographique
Créée en 1958 pour la Ire législature de la Cinquième République, la cinquième circonscription fut redécoupée en 1986 et en 2010.

### 1958-1986

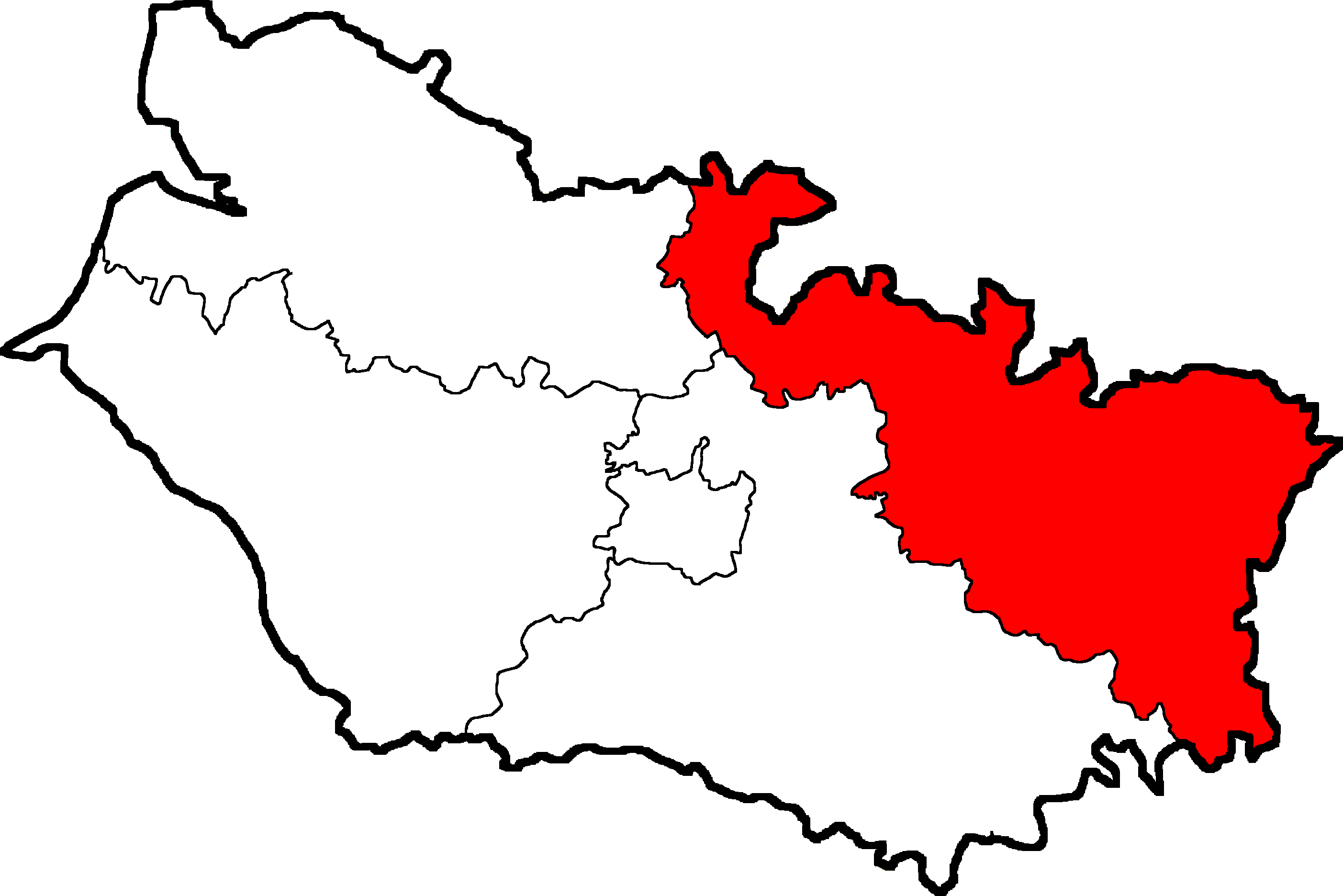
Limites de la circonscription de 1958 à 1986.

Par ordonnance du 13 octobre 1958 relative à l'élection des députés à l'Assemblée nationale, la cinquième circonscription est créée et comprend les cantons suivants:
- le canton d'Acheux-en-Amiénois ;
- le canton d'Albert ;
- le canton de Bray-sur-Somme ;
- le canton de Chaulnes ;
- le canton de Combles ;
- le canton de Doullens ;
- le canton de Ham ;
- le canton de Nesle ;
- le canton de Péronne ;
- le canton de Roisel.

### 1988-2012

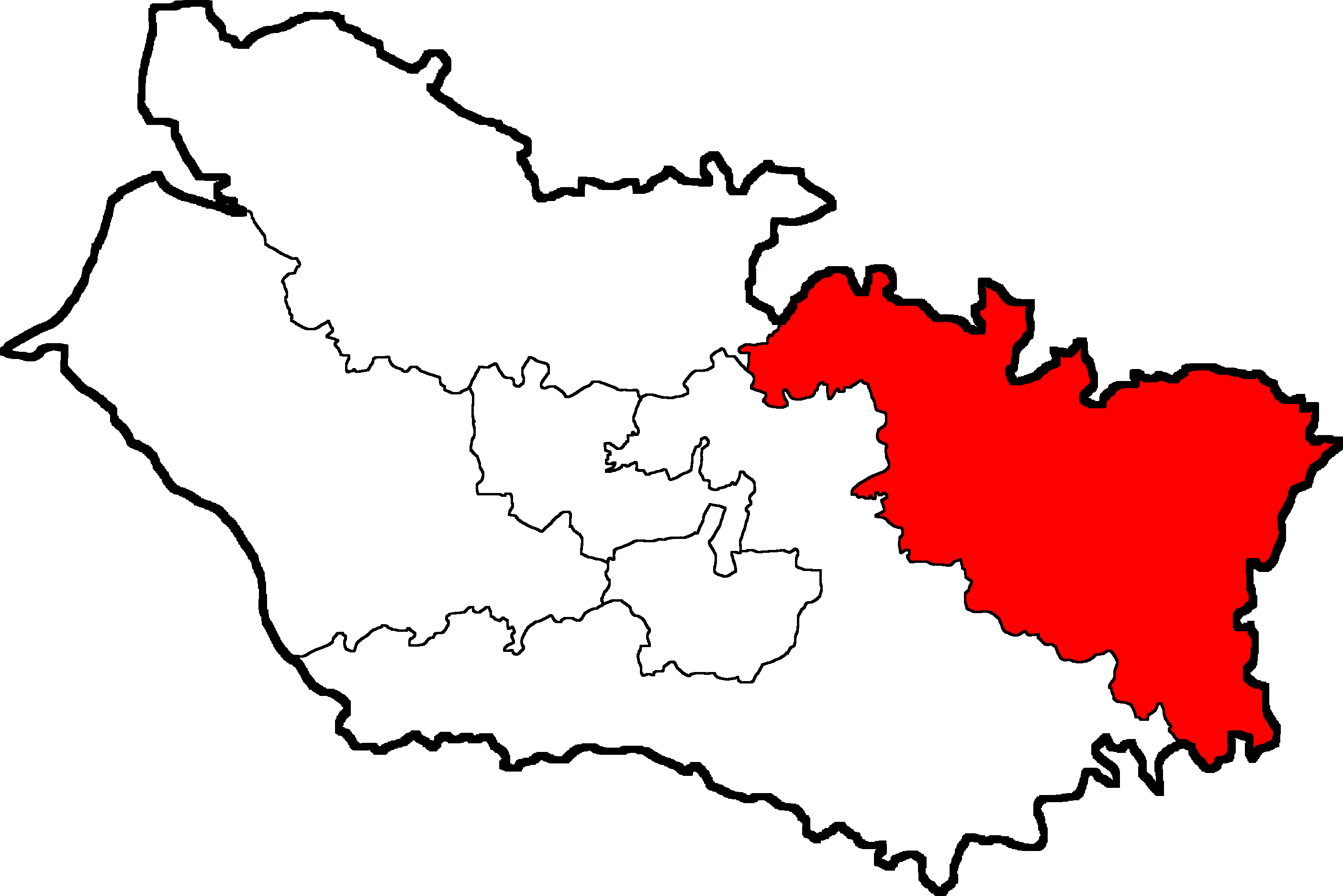
Limites de la circonscription de 1988 à 2012.

Pour l'élection législative de 1988, la cinquième circonscription est délimitée par le découpage électoral de la loi n°86-1197 du 24 novembre 1986
 et comprend les divisions administratives suivantes :
- le canton d'Acheux-en-Amiénois ;
- le canton d'Albert ;
- le canton de Bray-sur-Somme ;
- le canton de Chaulnes ;
- le canton de Combles ;
- le canton de Ham ;
- le canton de Nesle ;
- le canton de Péronne ;
- le canton de Roisel.

Ainsi la circonscription perd le canton de Doullens qui est rattaché à la quatrième circonscription.
D'après le recensement général de la population en 1999, réalisé par l'Institut national de la statistique et des études économiques (INSEE), la population totale de la circonscription est estimée à 84 586 habitants,.

### Depuis 2012

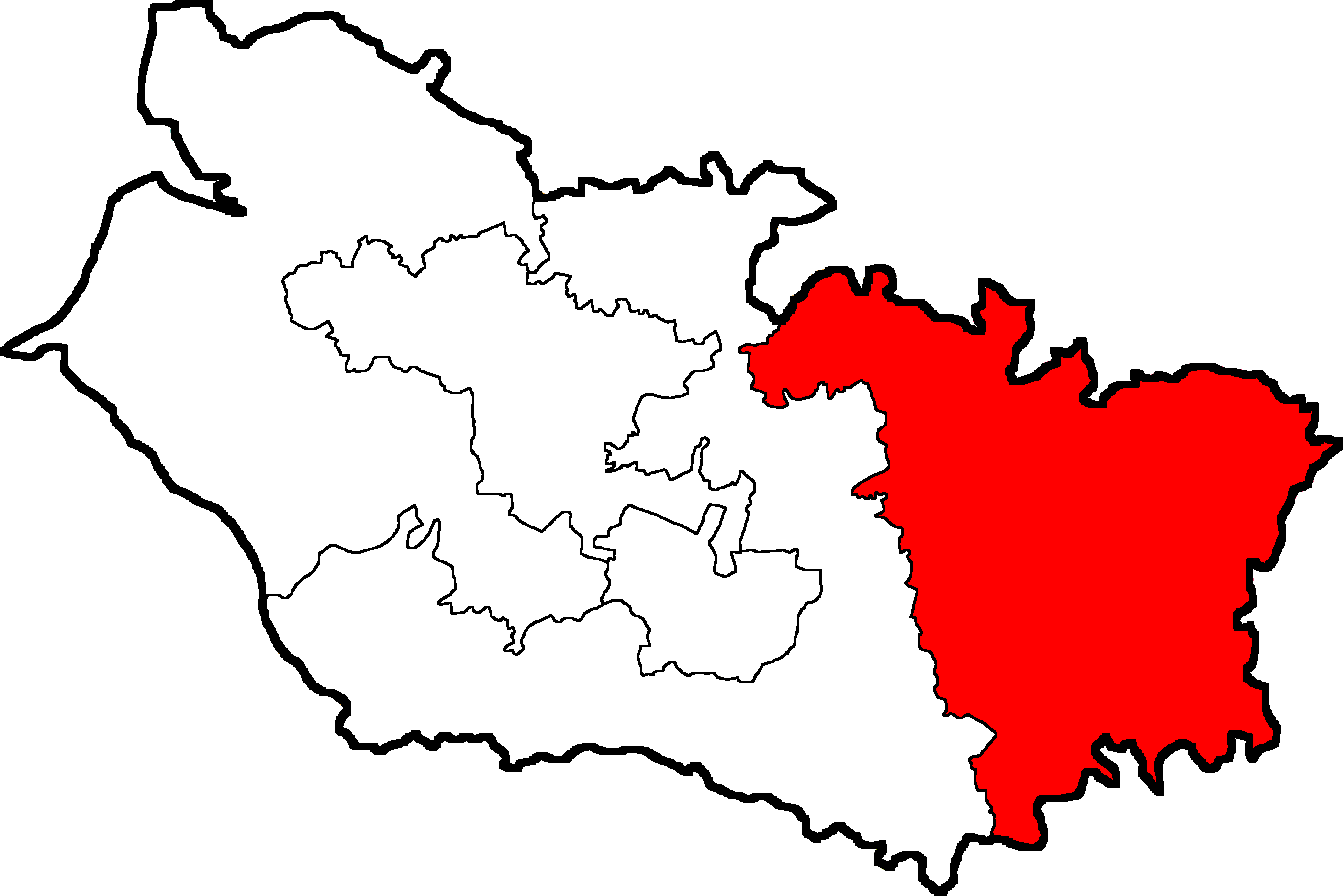
Limites de la circonscription depuis 2012.

À la suite du redécoupage des circonscriptions législatives françaises effectué en 2010, la circonscription est redécoupée tandis que le département globalement perd un député pour l’élection législative de 2012. La circonscription comprend désormais les cantons suivants :
- le canton d'Acheux-en-Amiénois ;
- le canton d'Albert ;
- le canton de Bray-sur-Somme ;
- le canton de Chaulnes ;
- le canton de Combles ;
- le canton de Ham ;
- le canton de Nesle ;
- le canton de Péronne ;
- le canton de Roisel ;
- le canton de Rosières-en-Santerre ;
- le canton de Roye.

Ainsi, la circonscription se retrouve augmentée des cantons de Rosières-en-Santerre et de Roye par rapport au découpage précédent (1988-2012).

## Historique des députations

### 1958-1986
| Législature | Début de mandat | Fin de mandat  | Député        | Parti politique | Observations                                                                               |
| ----------- | --------------- | -------------- | ------------- | --------------- | ------------------------------------------------------------------------------------------ |
| Ire         | 9 décembre 1958 | 9 octobre 1962 | Émile Luciani | UNR             | Mandat écourté à la suite d'une dissolution parlementaire décidée par Charles de Gaulle.   |
| IIe         | 6 décembre 1962 | 2 avril 1967   | Émile Luciani | UNR-UDT         |                                                                                            |
| IIIe        | 3 avril 1967    | 30 mai 1968    | Émile Luciani | UD-Ve           | Mandat écourté à la suite d'une dissolution parlementaire décidée par Charles de Gaulle.   |
| IVe         | 11 juillet 1968 | 1er avril 1973 | Émile Luciani | UDR             |                                                                                            |
| Ve          | 2 avril 1973    | 2 avril 1978   | André Audinot | App. CDP        | Membre du groupe Union centriste, il rejoint les Non-inscrits en 1974                      |
| VIe         | 3 avril 1978    | 22 mai 1981    | André Audinot | DVD             | Mandat écourté à la suite d'une dissolution parlementaire décidée par François Mitterrand. |
| VIIe        | 2 juillet 1981  | 1er avril 1986 | André Audinot | DVD             |                                                                                            |

### 1988-2012
| Législature | Début de mandat | Fin de mandat  | Député            | Parti politique | Observations                                                                          |
| ----------- | --------------- | -------------- | ----------------- | --------------- | ------------------------------------------------------------------------------------- |
| IXe         | 23 juin 1988    | 1er avril 1993 | Gautier Audinot   | RPR             |                                                                                       |
| Xe          | 2 avril 1993    | 21 avril 1997  | Gautier Audinot,  | RPR,            | Mandat écourté à la suite d'une dissolution parlementaire décidée par Jacques Chirac. |
| XIe         | 12 juin 1997    | 18 juin 2002   | Gautier Audinot,  | RPR,            |                                                                                       |
| XIIe        | 19 juin 2002    | 19 juin 2007   | Stéphane Demilly, | UDF,            |                                                                                       |
| XIIIe       | 20 juin 2007    | 19 juin 2012   | Stéphane Demilly  | NC              |                                                                                       |

### Depuis 2012
| Législature | Début de mandat | Fin de mandat     | Député           | Parti politique | Observations                                                                           |
| ----------- | --------------- | ----------------- | ---------------- | --------------- | -------------------------------------------------------------------------------------- |
| XIVe        | 20 juin 2012    | 20 juin 2017      | Stéphane Demilly | UDI-NC          |                                                                                        |
| XVe         | 21 juin 2017    | 30 septembre 2020 | Stéphane Demilly | UDI             | Stéphane Demilly est élu sénateur de la Somme.                                         |
| XVe         | 8 octobre 2020  | 21 juin 2022      | Grégory Labille  | LR              | Stéphane Demilly est élu sénateur de la Somme.                                         |
| XVIe        | 22 juin 2022    | 9 juin 2024       | Yaël Menache     | RN              | Mandat écourté à la suite d'une dissolution parlementaire décidée par Emmanuel Macron. |
| XVIIe       | 8 juillet 2024  | En cours          | Yaël Menache     | RN              |                                                                                        |

## Historique des élections

### Élections de 1958
| Candidat           | Candidat                    | Parti          | Premier tour | Premier tour | Second tour | Second tour |  |
| Candidat           | Candidat                    | Parti          | Voix         | %            | Voix        | %           |  |
| ------------------ | --------------------------- | -------------- | ------------ | ------------ | ----------- | ----------- |  |
|                    | Émile Luciani élu           | UNR            | 15 767       | 33,03        | 28 763      | 61,33       |  |
|                    | Théodule (Théo) Marchandise | PCF            | 11 364       | 23,8         | 15 297      | 32,62       |  |
|                    | Jean Duparcq                | Modérés        | 7 756        | 16,25        | 2 841       | 6,06        |  |
|                    | Charles Deflandre           | SFIO           | 6 905        | 14,46        | Retrait     | Retrait     |  |
|                    | Richard Mazaudet            | Radsoc         | 5 950        | 12,46        | Retrait     | Retrait     |  |
|                    |                             |                |              |              |             |             |  |
| Inscrits           | Inscrits                    | Inscrits       | 59 722       | 100,00       | 59 676      | 100,00      |  |
| Abstentions        | Abstentions                 | Abstentions    | 10 135       | 16,97        | 10 508      | 17,61       |  |
| Votants            | Votants                     | Votants        | 49 587       | 83,03        | 49 168      | 82,39       |  |
| Blancs et nuls     | Blancs et nuls              | Blancs et nuls | 1 845        | 3,72         | 2 267       | 4,61        |  |
| Exprimés           | Exprimés                    | Exprimés       | 47 742       | 96,28        | 46 901      | 95,39       |  |
| Source : Data.gouv |                             |                |              |              |             |             |  |

Le suppléant d'Émile Luciani était Auguste Deloraine, CNIP, cultivateur, conseiller municipal d'Arquèves.

### Élections de 1962
| Candidat           | Candidat                    | Parti          | Premier tour | Premier tour | Second tour | Second tour |  |
| Candidat           | Candidat                    | Parti          | Voix         | %            | Voix        | %           |  |
| ------------------ | --------------------------- | -------------- | ------------ | ------------ | ----------- | ----------- |  |
|                    | Émile Luciani sortant réélu | UNR-UDT        | 18 684       | 41,58        | 27 866      | 61,22       |  |
|                    | Alfred Leclercq             | PCF            | 11 056       | 24,6         | 17 650      | 38,78       |  |
|                    | Jean Gilbert-Jules          | Radsoc         | 5 522        | 12,29        | Retrait     | Retrait     |  |
|                    | Ferdinand Adriaenssens      | SFIO           | 3 571        | 7,95         | Retrait     | Retrait     |  |
|                    | Pierre Maille               | MRP            | 2 811        | 6,26         | Retrait     | Retrait     |  |
|                    | Jacques Mossion             | CNIP           | 1 807        | 4,02         |             |             |  |
|                    | Jean Duparcq                | Modérés        | 1 487        | 3,31         |             |             |  |
|                    |                             |                |              |              |             |             |  |
| Inscrits           | Inscrits                    | Inscrits       | 58 888       | 100,00       | 58 880      | 100,00      |  |
| Abstentions        | Abstentions                 | Abstentions    | 12 429       | 21,11        | 10 892      | 18,5        |  |
| Votants            | Votants                     | Votants        | 46 459       | 78,89        | 47 988      | 81,5        |  |
| Blancs et nuls     | Blancs et nuls              | Blancs et nuls | 1 521        | 3,27         | 2 472       | 5,15        |  |
| Exprimés           | Exprimés                    | Exprimés       | 44 938       | 96,73        | 45 516      | 94,85       |  |
| Source : Data.gouv |                             |                |              |              |             |             |  |

Le suppléant d'Émile Luciani était Auguste Deloraine.

### Élections législatives de 1967
| Candidat           | Candidat                        | Parti          | Premier tour | Premier tour | Second tour | Second tour |  |
| Candidat           | Candidat                        | Parti          | Voix         | %            | Voix        | %           |  |
| ------------------ | ------------------------------- | -------------- | ------------ | ------------ | ----------- | ----------- |  |
|                    | Émile Luciani sortant réélu     | UD-Ve          | 23 631       | 46,73        | 28 139      | 57,27       |  |
|                    | Alfred Leclercq                 | PCF            | 13 809       | 27,31        | 20 996      | 42,73       |  |
|                    | Paul Lejeune                    | FGDS (Radical) | 5 752        | 11,37        | Retrait     | Retrait     |  |
|                    | Philippe Lefebvre d'Hellencourt | CD (PDM)       | 3 986        | 7,88         |             |             |  |
|                    | Jean-Pierre Martein             | PSU            | 3 391        | 6,71         |             |             |  |
|                    |                                 |                |              |              |             |             |  |
| Inscrits           | Inscrits                        | Inscrits       | 59 239       | 100,00       | 59 215      | 100,00      |  |
| Abstentions        | Abstentions                     | Abstentions    | 7 396        | 12,49        | 7 992       | 13,5        |  |
| Votants            | Votants                         | Votants        | 51 843       | 87,51        | 51 223      | 86,5        |  |
| Blancs et nuls     | Blancs et nuls                  | Blancs et nuls | 1 274        | 2,46         | 2 088       | 4,08        |  |
| Exprimés           | Exprimés                        | Exprimés       | 50 569       | 97,54        | 49 135      | 95,92       |  |
| Source : Data.gouv |                                 |                |              |              |             |             |  |

Le suppléant d'Émile Luciani était Auguste Deloraine.

### Élections de 1968
| Candidat           | Candidat                  | Parti          | Premier tour | Premier tour | Second tour | Second tour |  |
| Candidat           | Candidat                  | Parti          | Voix         | %            | Voix        | %           |  |
| ------------------ | ------------------------- | -------------- | ------------ | ------------ | ----------- | ----------- |  |
|                    | Jacques Dézoteux          | UDR (URP)      | 21 517       | 45,34        | 22 299      | 46,67       |  |
|                    | Max Lejeune sortant réélu | FGDS (SFIO)    | 16 911       | 35,63        | 25 483      | 53,33       |  |
|                    | Guy Rocques               | PCF            | 8 185        | 17,25        | Retrait     | Retrait     |  |
|                    | Charles Blineau           | PSU            | 848          | 1,79         |             |             |  |
|                    |                           |                |              |              |             |             |  |
| Inscrits           | Inscrits                  | Inscrits       | 54 690       | 100,00       | 54 680      | 100,00      |  |
| Abstentions        | Abstentions               | Abstentions    | 6 567        | 12,01        | 6 161       | 11,27       |  |
| Votants            | Votants                   | Votants        | 48 123       | 87,99        | 48 519      | 88,73       |  |
| Blancs et nuls     | Blancs et nuls            | Blancs et nuls | 662          | 1,38         | 737         | 1,52        |  |
| Exprimés           | Exprimés                  | Exprimés       | 47 461       | 98,62        | 47 782      | 98,48       |  |
| Source : Data.gouv |                           |                |              |              |             |             |  |

Le suppléant d'Émile Luciani était Auguste Deloraine.

### Élections de 1973
| Candidat           | Candidat          | Parti                     | Premier tour | Premier tour | Second tour | Second tour |  |
| Candidat           | Candidat          | Parti                     | Voix         | %            | Voix        | %           |  |
| ------------------ | ----------------- | ------------------------- | ------------ | ------------ | ----------- | ----------- |  |
|                    | Jean Goubet       | PCF                       | 15 227       | 29,12        | 24 809      | 47,63       |  |
|                    | André Audinot élu | Divers droite (URP)       | 14 788       | 28,28        | 27 279      | 52,37       |  |
|                    | Michel Thorelle   | PS (UGSD)                 | 8 379        | 16,02        | Retrait     | Retrait     |  |
|                    | Jean Daudré       | MR                        | 7 809        | 14,93        | Retrait     | Retrait     |  |
|                    | Jean-Louis Oliver | Divers droite             | 4 863        | 9,3          |             |             |  |
|                    | Michel Gotrand    | Divers droite (Gaullisme) | 698          | 1,33         |             |             |  |
|                    | Jacques Giraud    | MRG                       | 529          | 1,01         |             |             |  |
|                    |                   |                           |              |              |             |             |  |
| Inscrits           | Inscrits          | Inscrits                  | 61 240       | 100,00       | 61 229      | 100,00      |  |
| Abstentions        | Abstentions       | Abstentions               | 7 573        | 12,37        | 6 923       | 11,31       |  |
| Votants            | Votants           | Votants                   | 53 667       | 87,63        | 54 306      | 88,69       |  |
| Blancs et nuls     | Blancs et nuls    | Blancs et nuls            | 1 374        | 2,56         | 2 218       | 4,08        |  |
| Exprimés           | Exprimés          | Exprimés                  | 52 293       | 97,44        | 52 088      | 95,92       |  |
| Source : Data.gouv |                   |                           |              |              |             |             |  |

Le suppléant d'André Audinot était Émile Luciani, député sortant.
André Audinot siège au groupe Union centriste jusqu'en juillet 1974, puis rejoint les députés non-inscrits.

### Élections de 1978
| Candidat           | Candidat                    | Parti          | Premier tour | Premier tour | Second tour | Second tour |  |
| Candidat           | Candidat                    | Parti          | Voix         | %            | Voix        | %           |  |
| ------------------ | --------------------------- | -------------- | ------------ | ------------ | ----------- | ----------- |  |
|                    | André Audinot sortant réélu | Divers droite  | 29 601       | 48,90        | 33 149      | 53,81       |  |
|                    | Jean Goubet                 | PCF            | 17 244       | 28,48        | 28 451      | 46,19       |  |
|                    | Pierre Linéatte             | PS             | 10 300       | 17,01        | Retrait     | Retrait     |  |
|                    | Serge Lebalc'h              | LO             | 1 165        | 1,92         |             |             |  |
|                    | Jean-Claude Canoine         | Divers droite  | 657          | 1,09         |             |             |  |
|                    | Jacqueline Peligry          | Divers gauche  | 641          | 1,06         |             |             |  |
|                    | Pierre Legrand              | Divers droite  | 597          | 0,99         |             |             |  |
|                    | Denise Bogaert              | UOPDP          | 334          | 0,55         |             |             |  |
|                    |                             |                |              |              |             |             |  |
| Inscrits           | Inscrits                    | Inscrits       | 69 358       | 100,00       | 69 355      | 100,00      |  |
| Abstentions        | Abstentions                 | Abstentions    | 7 570        | 10,91        | 6 369       | 9,18        |  |
| Votants            | Votants                     | Votants        | 61 788       | 89,09        | 62 986      | 90,82       |  |
| Blancs et nuls     | Blancs et nuls              | Blancs et nuls | 1 249        | 2,02         | 1 386       | 2,2         |  |
| Exprimés           | Exprimés                    | Exprimés       | 60 539       | 97,98        | 61 600      | 97,8        |  |
| Source : Data.gouv |                             |                |              |              |             |             |  |

Le suppléant d'André Audinot était Fernand Demilly, conseiller régional, conseiller général.

### Élections de 1981
| Candidat              | Candidat                    | Parti               | Premier tour | Premier tour | Second tour | Second tour |  |
| Candidat              | Candidat                    | Parti               | Voix         | %            | Voix        | %           |  |
| --------------------- | --------------------------- | ------------------- | ------------ | ------------ | ----------- | ----------- |  |
|                       | André Audinot sortant réélu | Divers droite (UNM) | 26 769       | 47,38        | 31 640      | 52,36       |  |
|                       | Jean Blas                   | PS                  | 16 133       | 28,55        | 28 785      | 47,59       |  |
|                       | Jean Goubet                 | PCF                 | 11 577       | 20,49        | Retrait     | Retrait     |  |
|                       | André Demoyencourt          | Divers écologiste   | 1 091        | 1,93         |             |             |  |
|                       | Louis Couderc               | Divers gauche       | 630          | 1,12         |             |             |  |
|                       | Patrick Rohaut              | PSU                 | 298          | 0,53         |             |             |  |
|                       |                             |                     |              |              |             |             |  |
| Inscrits              | Inscrits                    | Inscrits            | 70 751       | 100,00       | 70 739      | 100,00      |  |
| Abstentions           | Abstentions                 | Abstentions         | 13 505       | 19,09        | 9 504       | 13,44       |  |
| Votants               | Votants                     | Votants             | 57 246       | 80,91        | 61 235      | 86,56       |  |
| Blancs et nuls        | Blancs et nuls              | Blancs et nuls      | 748          | 1,31         | 810         | 1,32        |  |
| Exprimés              | Exprimés                    | Exprimés            | 56 498       | 98,69        | 60 425      | 98,68       |  |
| Source : Data.gouv.fr |                             |                     |              |              |             |             |  |

Le suppléant d'André Audinot était Fernand Demilly.

### Élections législatives de 1988
|                                           | Gautier Audinot sortant réélu | UDF (PSD) (URC) | 24 219 | 52,04  |  |  |  |
|                                           | Claude Catesson               | MRG             | 11 713 | 25,17  |  |  |  |
|                                           | Claude Landas                 | PCF             | 6 953  | 14,94  |  |  |  |
|                                           | Dominique Coste               | FN              | 2 759  | 5,93   |  |  |  |
|                                           | Michaël Muller                | Divers droite   | 891    | 1,91   |  |  |  |
|                                           |                               |                 |        |        |  |  |  |
| Inscrits                                  | Inscrits                      | Inscrits        | 62 490 | 100,00 |  |  |  |
| Abstentions                               | Abstentions                   | Abstentions     | 15 170 | 24,28  |  |  |  |
| Votants                                   | Votants                       | Votants         | 47 320 | 75,72  |  |  |  |
| Blancs et nuls                            | Blancs et nuls                | Blancs et nuls  | 785    | 1,66   |  |  |  |
| Exprimés                                  | Exprimés                      | Exprimés        | 46 535 | 98,34  |  |  |  |
| Source : Le Monde du 6 juin 1988, page 29 |                               |                 |        |        |  |  |  |

Le suppléant de Gautier Audinot était Stéphane Demilly, UDF, conseil en communication d'entreprise, enseignant à l'Université d'Amiens.

### Élections législatives de 1993
|                | Gautier Audinot sortant réélu | RPR (UPF)      | 25 323 | 54,89  |  |  |  |
|                | Pierre Lineatte               | PS (ADFP)      | 7 923  | 17,17  |  |  |  |
|                | Roger Magot                   | FN             | 4 612  | 10,00  |  |  |  |
|                | Daniel Volckcrick             | PCF            | 3 306  | 7,17   |  |  |  |
|                | Xavier Commecy                | Les Verts (EÉ) | 2 000  | 4,34   |  |  |  |
|                | Pascal Virdis                 | LT-LNÉ         | 1 600  | 3,47   |  |  |  |
|                | Eliane Moustrou               | LO             | 1 371  | 2,97   |  |  |  |
|                |                               |                |        |        |  |  |  |
| Inscrits       | Inscrits                      | Inscrits       | 63 077 | 100,00 |  |  |  |
| Abstentions    | Abstentions                   | Abstentions    | 14 900 | 23,62  |  |  |  |
| Votants        | Votants                       | Votants        | 48 177 | 76,38  |  |  |  |
| Blancs et nuls | Blancs et nuls                | Blancs et nuls | 2 042  | 4,24   |  |  |  |
| Exprimés       | Exprimés                      | Exprimés       | 46 135 | 95,76  |  |  |  |

Le suppléant de Gautier Audinot était Stéphane Demilly.

### Élections législatives de 1997
| Candidat       | Candidat                      | Parti                   | Premier tour | Premier tour | Second tour | Second tour |  |
| Candidat       | Candidat                      | Parti                   | Voix         | %            | Voix        | %           |  |
| -------------- | ----------------------------- | ----------------------- | ------------ | ------------ | ----------- | ----------- |  |
|                | Gautier Audinot sortant réélu | RPR                     | 18 436       | 40,00        | 23 591      | 50,27       |  |
|                | Danielle Destenay             | PS                      | 11 531       | 25,02        | 23 342      | 49,73       |  |
|                | Marie-Claire Bouvet           | FN                      | 6 603        | 14,33        |             |             |  |
|                | Olivier Chapuis-Roux          | PCF                     | 4 230        | 9,18         |             |             |  |
|                | Daniel Savary                 | LDI (MPF)               | 1 911        | 4,15         |             |             |  |
|                | Yves Puig                     | Extrême gauche (LO)     | 1 535        | 3,33         |             |             |  |
|                | Jeannine Turchini             | Divers écologiste (GÉ)  | 782          | 1,70         |             |             |  |
|                | Élisabeth Begard              | Les Verts               | 669          | 1,45         |             |             |  |
|                | Alain Trif                    | Divers écologiste (MÉI) | 390          | 0,85         |             |             |  |
|                |                               |                         |              |              |             |             |  |
| Inscrits       | Inscrits                      | Inscrits                | 62 568       | 100,00       | 62 454      | 100,00      |  |
| Abstentions    | Abstentions                   | Abstentions             | 14 599       | 23,33        | 13 431      | 21,51       |  |
| Votants        | Votants                       | Votants                 | 47 969       | 76,67        | 49 023      | 78,49       |  |
| Blancs et nuls | Blancs et nuls                | Blancs et nuls          | 1 882        | 3,92         | 2 090       | 4,26        |  |
| Exprimés       | Exprimés                      | Exprimés                | 46 087       | 96,08        | 46 933      | 95,74       |  |

Le suppléant de Gautier Audinot était Stéphane Demilly, maire d'Albert, Vice-Président du Conseil régional de Picardie.

### Élections de 2002
| Candidat                     | Candidat               | Parti            | Premier tour | Premier tour | Second tour | Second tour |  |
| Candidat                     | Candidat               | Parti            | Voix         | %            | Voix        | %           |  |
| ---------------------------- | ---------------------- | ---------------- | ------------ | ------------ | ----------- | ----------- |  |
|                              | Stéphane Demilly élu   | UDF (UMP)        | 9 456        | 42,52        | 21 962      | 56,54       |  |
|                              | Valérie Kumm           | PS               | 9 095        | 24,36        | 16 881      | 43,46       |  |
|                              | Francine Fournet       | FN               | 5 638        | 13,63        |             |             |  |
|                              | Jean-Louis Grévin      | CPNT             | 2 843        | 6,87         |             |             |  |
|                              | Olivier Chapuis-Roux   | PCF              | 2 092        | 5,06         |             |             |  |
|                              | Hélène Launay          | LO               | 1 150        | 2,78         |             |             |  |
|                              | Laurence Thiéry        | LCR              | 998          | 2,41         |             |             |  |
|                              | Bruno Galloo           | Les Verts        | 959          | 2,32         |             |             |  |
|                              | Patrick Lefèvre        | Divers gauche    | 510          | 1,23         |             |             |  |
|                              | Marie-Françoise Labour | Extrême droite   | 440          | 1,06         |             |             |  |
|                              | Virginie Lalance       | Pôle républicain | 409          | 0,99         |             |             |  |
|                              | Sylvain Michaud        | MNR              | 396          | 0,96         |             |             |  |
|                              |                        |                  |              |              |             |             |  |
| Inscrits                     | Inscrits               | Inscrits         | 64 948       | 100,00       | 64 937      | 100,00      |  |
| Abstentions                  | Abstentions            | Abstentions      | 22 382       | 34,46        | 23 968      | 36,91       |  |
| Votants                      | Votants                | Votants          | 42 566       | 65,54        | 40 969      | 63,09       |  |
| Blancs et nuls               | Blancs et nuls         | Blancs et nuls   | 1 204        | 2,83         | 2 126       | 5,19        |  |
| Exprimés                     | Exprimés               | Exprimés         | 41 362       | 97,17        | 38 843      | 94,81       |  |
| Source : Assemblée nationale |                        |                  |              |              |             |             |  |

Le suppléant de Stéphane Demilly était Jean-Pierre Viénot, professeur, maire de Péronne, conseiller régional de Picardie.

### Élections de 2007
| Candidat       | Candidat                       | Parti                                      | Premier tour | Premier tour | Second tour | Second tour |  |
| Candidat       | Candidat                       | Parti                                      | Voix         | %            | Voix        | %           |  |
| -------------- | ------------------------------ | ------------------------------------------ | ------------ | ------------ | ----------- | ----------- |  |
|                | Stéphane Demilly sortant réélu | NC (UMP)                                   | 20 357       | 49,02        | 22 995      | 55,47       |  |
|                | Valérie Kumm                   | PS                                         | 11 198       | 26,96        | 18 459      | 44,53       |  |
|                | Jean-Philippe Jardin           | FN                                         | 2 398        | 5,77         |             |             |  |
|                | Romain Cauët                   | UDF–MoDem                                  | 1 687        | 4,06         |             |             |  |
|                | Olivier Chapuis-Roux           | PCF                                        | 1 087        | 2,62         |             |             |  |
|                | Dominique Lefebvre             | CPNT                                       | 1 040        | 2,50         |             |             |  |
|                | Angelo Ondicana                | Divers gauche (Communistes en Somme (CES)) | 919          | 2,21         |             |             |  |
|                | Danièle Dollé                  | Extrême gauche (LCR)                       | 816          | 1,96         |             |             |  |
|                | Hélène Launay                  | Extrême gauche (LO)                        | 575          | 1,38         |             |             |  |
|                | Philippe Bocquet               | Les Verts                                  | 541          | 1,30         |             |             |  |
|                | Jean-Louis Renard              | MPF                                        | 508          | 1,22         |             |             |  |
|                | Claude Dauby                   | Extrême droite (MNR)                       | 223          | 0,54         |             |             |  |
|                | Dominique Benoît               | Divers (FEA)                               | 182          | 0,44         |             |             |  |
|                |                                |                                            |              |              |             |             |  |
| Inscrits       | Inscrits                       | Inscrits                                   | 66 061       | 100,00       | 66 051      | 100,00      |  |
| Abstentions    | Abstentions                    | Abstentions                                | 23 692       | 35,86        | 23 483      | 35,55       |  |
| Votants        | Votants                        | Votants                                    | 42 369       | 64,14        | 42 568      | 64,45       |  |
| Blancs et nuls | Blancs et nuls                 | Blancs et nuls                             | 838          | 1,98         | 1 114       | 2,62        |  |
| Exprimés       | Exprimés                       | Exprimés                                   | 41 531       | 98,02        | 41 454      | 97,38       |  |

### Élections de 2012
| Candidat                          | Candidat                       | Parti                | Premier tour | Premier tour | Second tour | Second tour |  |
| Candidat                          | Candidat                       | Parti                | Voix         | %            | Voix        | %           |  |
| --------------------------------- | ------------------------------ | -------------------- | ------------ | ------------ | ----------- | ----------- |  |
|                                   | Stéphane Demilly sortant réélu | NC (UMP)             | 22 744       | 44,71        | 28 849      | 58,09       |  |
|                                   | Valérie Kumm                   | PS                   | 17 061       | 33,54        | 20 813      | 41,91       |  |
|                                   | Wallerand de Saint-Just        | FN                   | 7 161        | 14,08        |             |             |  |
|                                   | Christine Barbier              | FG (PCF)             | 2 263        | 4,45         |             |             |  |
|                                   | Élodie Héren                   | EÉLV                 | 747          | 1,47         |             |             |  |
|                                   | Monique Chapel                 | Extrême droite (PDF) | 494          | 0,97         |             |             |  |
|                                   | Hélène Launay                  | Extrême gauche (LO)  | 401          | 0,79         |             |             |  |
|                                   |                                |                      |              |              |             |             |  |
| Inscrits                          | Inscrits                       | Inscrits             | 81 995       | 100,00       | 81 979      | 100,00      |  |
| Abstentions                       | Abstentions                    | Abstentions          | 30 444       | 37,13        | 31 005      | 37,82       |  |
| Votants                           | Votants                        | Votants              | 51 551       | 62,87        | 50 974      | 62,18       |  |
| Blancs et nuls                    | Blancs et nuls                 | Blancs et nuls       | 680          | 1,32         | 1 312       | 2,57        |  |
| Exprimés                          | Exprimés                       | Exprimés             | 50 871       | 98,68        | 49 662      | 97,43       |  |
| Source : Ministère de l'Intérieur |                                |                      |              |              |             |             |  |

### Élections de 2017
| Candidat         | Candidat            | Parti          | Premier tour | Premier tour |
| Candidat         | Candidat            | Parti          | Voix         | %            |
| ---------------- | ------------------- | -------------- | ------------ | ------------ |
|                  | Stéphane Demilly*   | UDI            | 21 505       | 53,85        |
|                  | Loïc Grimaux        | FN             | 8 487        | 21,25        |
|                  | Olivier Spinelli    | LFI            | 4 770        | 11,94        |
|                  | Valérie Roussel     | PCF            | 1 937        | 4,85         |
|                  | Thierry Vindevogel  | DIV            | 1 441        | 3,61         |
|                  | Olga Sorokina-Dolle | DLF            | 620          | 1,55         |
|                  | Florence Perdu      | PDF            | 472          | 1,18         |
|                  | Régis Liévrard      | LO             | 439          | 1,1          |
|                  | David Makowski      | UPR            | 263          | 0,66         |
|                  |                     |                |              |              |
| Inscrits         | Inscrits            | Inscrits       | 81 450       | 100,00       |
| Abstentions      | Abstentions         | Abstentions    | 40 374       | 49,57        |
| Votants          | Votants             | Votants        | 41 076       | 50,43        |
| Blancs et nuls   | Blancs et nuls      | Blancs et nuls | 1 142        | 2,78         |
| Exprimés         | Exprimés            | Exprimés       | 39 934       | 97,22        |
| * député sortant |                     |                |              |              |

### Élections de 2022
Les élections législatives françaises de 2022 se déroulent les dimanches 12 et 19 juin 2022.
|                                                    |                                                                                      |                           |                           |                          |                          |
|                                                    |                                                                                      | Premier tour 12 juin 2022 | Premier tour 12 juin 2022 | Second tour 19 juin 2022 | Second tour 19 juin 2022 |
|                                                    |                                                                                      |                           |                           |                          |                          |
|                                                    |                                                                                      | Nombre                    | % des inscrits            | Nombre                   | % des inscrits           |
| Inscrits                                           | Inscrits                                                                             | 81 341                    | 100                       | 81 347                   | 100                      |
| Abstentions                                        | Abstentions                                                                          | 41 325                    | 50,80                     | 42 037                   | 51,68                    |
| Votants                                            | Votants                                                                              | 40 016                    | 49,20                     | 39 310                   | 48,32                    |
|                                                    |                                                                                      |                           | % des votants             |                          | % des votants            |
| Bulletins blancs                                   | Bulletins blancs                                                                     | 676                       | 1,69                      | 3880                     | 9,87                     |
| Bulletins nuls                                     | Bulletins nuls                                                                       | 194                       | 0,48                      | 1116                     | 2,84                     |
| Suffrages exprimés                                 | Suffrages exprimés                                                                   | 39 146                    | 97,83                     | 34 314                   | 87,29                    |
|                                                    |                                                                                      |                           |                           |                          |                          |
| Candidat Étiquette politique (partis et alliances) | Candidat Étiquette politique (partis et alliances)                                   | Voix                      | % des exprimés            | Voix                     | % des exprimés           |
|                                                    |                                                                                      |                           |                           |                          |                          |
|                                                    | Yaël Menache Rassemblement national                                                  | 13 501                    | 34,49                     | 20 859                   | 60,79                    |
|                                                    | Guillaume Ancelet Nouvelle Union populaire écologique et sociale La France insoumise | 7 941                     | 20,29                     | 13 453                   | 39,21                    |
|                                                    | Virginie Caron-Decroix La République en marche                                       | 7 806                     | 19,94                     |                          |                          |
|                                                    | Grégory Labille Union des démocrates et indépendants                                 | 6 607                     | 16,88                     |                          |                          |
|                                                    | Laurent Beauvarlet Reconquête                                                        | 1 202                     | 3,07                      |                          |                          |
|                                                    | Adrien Leveque Divers droite                                                         | 605                       | 1,55                      |                          |                          |
|                                                    | Claude Grébil Parti animaliste                                                       | 599                       | 1,53                      |                          |                          |
|                                                    | Hélène Launay Lutte ouvrière                                                         | 525                       | 1,34                      |                          |                          |
|                                                    | Sabine Legot Debout la France                                                        | 360                       | 0,92                      |                          |                          |
| * Député sortant                                   |                                                                                      |                           |                           |                          |                          |

### Élections de 2024
|                          | Yaël Menache             | RN                       | RN                       | 29 281 | 55,98 |  |  |
|                          | Loïc Folléat             | RE (ENS)                 | ENS                      | 10 196 | 19,49 |  |  |
|                          | Alice Berger             | LFI (NFP)                | UG                       | 6 877  | 13,15 |  |  |
|                          | Séverine Mordacq         | LR                       | LR                       | 4 280  | 8,18  |  |  |
|                          | Hélène Launay            | LO                       | EXG                      | 1 000  | 1,91  |  |  |
|                          | Béatrice Guilbert        | REC                      | REC                      | 672    | 1,28  |  |  |
|                          |                          |                          |                          |        |       |  |  |
| Suffrages exprimés       | Suffrages exprimés       | Suffrages exprimés       | Suffrages exprimés       | 52 306 | 96,97 |  |  |
| Votes blancs             | Votes blancs             | Votes blancs             | Votes blancs             | 1 137  | 2,11  |  |  |
| Votes nuls               | Votes nuls               | Votes nuls               | Votes nuls               | 495    | 0,92  |  |  |
| Total                    | Total                    | Total                    | Total                    | 53 938 | 100   |  |  |
| Abstention               | Abstention               | Abstention               | Abstention               | 27 253 | 33,57 |  |  |
| Inscrits / participation | Inscrits / participation | Inscrits / participation | Inscrits / participation | 81 191 | 66,43 |  |  |

#### Département de la Somme
- La fiche de l'INSEE de cette circonscription : « Tableaux et Analyses de la cinquième circonscription de la Somme », sur insee.fr, site de l'Institut national de la statistique et des études économiques (consulté le 10 juin 2007) [PDF]

- « Tous les députés du département de la Somme depuis 1789 », sur assemblee-nationale.fr, site de l'Assemblée nationale française (consulté le 10 juin 2007)

- « Informations contentieuses sur le département de la Somme (Élections législatives de 2002) »(Archive.org • Wikiwix • Archive.is • Google • Que faire ?), sur conseil-constitutionnel.fr, site du Conseil constitutionnel (consulté le 13 juin 2007)

#### Circonscriptions en France
- « Carte des circonscriptions législatives en France », sur assemblee-nationale.fr, site de l'Assemblée nationale française (consulté le 10 juin 2007)

- « Résultats électoraux officiels en France »(Archive.org • Wikiwix • Archive.is • Google • Que faire ?), sur interieur.gouv.fr, site du ministère de l'Intérieur (France) (consulté le 13 juin 2007)

- Description et Atlas des circonscriptions électorales de France sur http://www.atlaspol.com, Atlaspol, site de cartographie géopolitique, consulté le 13 juin 2007.